# Ташкичуйское сельское поселение
Ташкичуйское се́льское поселе́ние — муниципальное образование в Ютазинском районе Татарстана Российской Федерации.
Административный центр — деревня Малые Уруссу.

## История
Статус и границы сельского поселения установлены Законом Республики Татарстан от 31 января 2005 года № 46-ЗРТ «Об установлении границ территорий и статусе муниципального образования "Ютазинский муниципальный район" и муниципальных образований в его составе».

## Население
| 2010 | 2011 | 2012 | 2013 | 2014 | 2015 | 2016 |
| ---- | ---- | ---- | ---- | ---- | ---- | ---- |
| 690  | ↘688 | ↘681 | ↘662 | ↘648 | ↘641 | ↗649 |
| 2017 | 2018 |      |      |      |      |      |
| ↘640 | ↘628 |      |      |      |      |      |

## Состав сельского поселения
| № | Населённый пункт | Тип населённого пункта          | Население |
| - | ---------------- | ------------------------------- | --------- |
| 1 | Биек-Тау         | посёлок                         |           |
| 2 | Малые Уруссу     | деревня, административный центр |           |
| 3 | Таш-Кичу         | деревня                         |           |
| 4 | Хуррият          | деревня                         |           |